# 창공

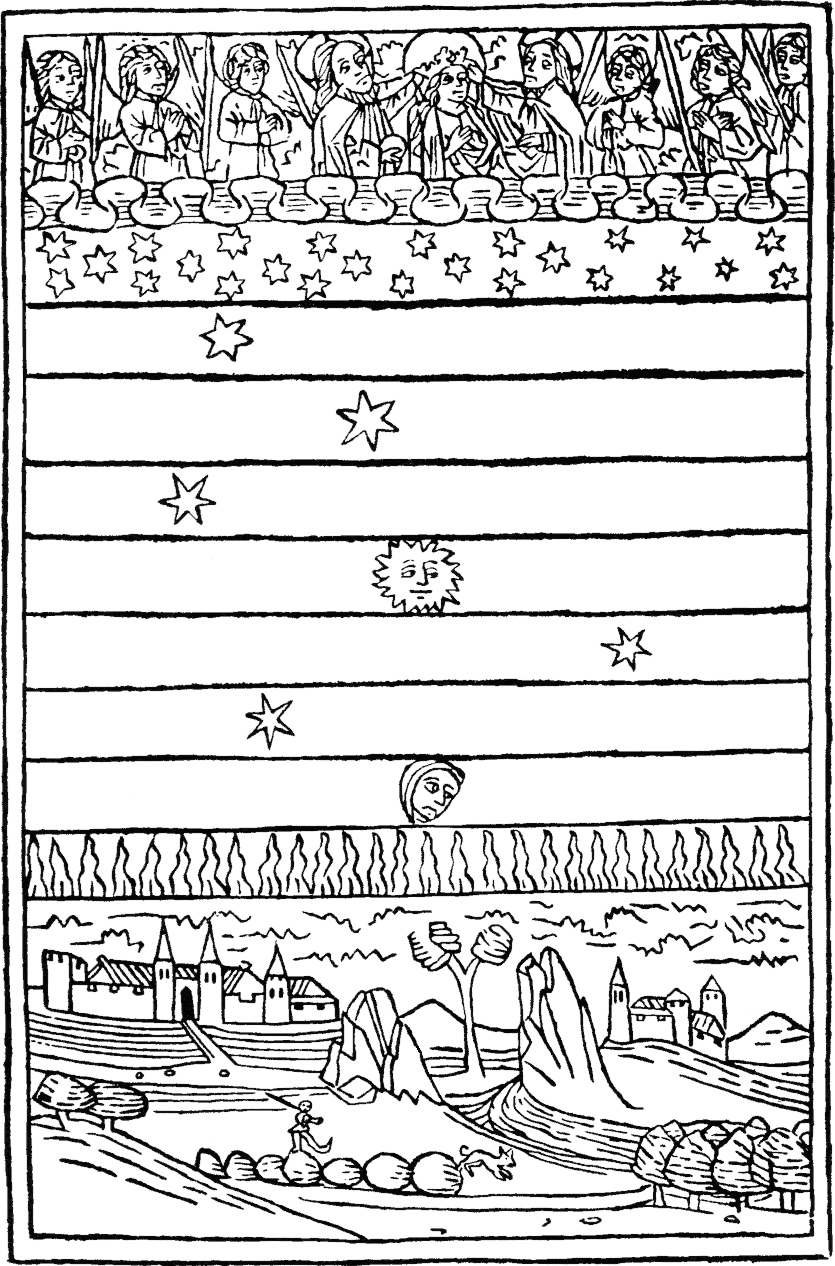
해와 달과 다섯 행성과 천사들과 창공.

창공(蒼空, 영어: firmament, 히브리어: רָקִיעַ 라퀴아)이란 하늘을 달리 부르는 말이다. 창천(蒼天)이라고 부르기도 한다. 종교적, 신화적 맥락에서는 하나의 단일한 돔으로서의 하늘을 일컬으며, 한글 성경에서는 "궁창(穹蒼)"이라고 번역되기도 한다.